# Volta à Flandres
A Volta à Flandres ou Tour de Flandres (oficialmente De Ronde van Vlaanderen) é uma carreira de um dia profissional de ciclismo de estrada que se disputa na região de Flandres, na Bélgica. Actualmente, percorre um trajecto desde a província de Amberes, concretamente desde a sua cidade homónima, até às ardenas flamengas, ao sul de Flandres Oriental, onde se encontra as alicientes características da carreira. Celebra-se no primeiro domingo de abril e pertence ao calendário UCI WorldTour, máxima categoria das carreiras profissionais.
O Tour de Flandres foi criado em 1913. Desde então, só se viu interrompida desde 1915 até 1918 pela Primeira Guerra Mundial. De facto, é a única clássica que se realizou em território alemão durante a Segunda Guerra Mundial.
É o segundo e mais jovem dos cinco monumentos do ciclismo (Milão-Sanremo, Paris-Roubaix, Liège-Bastogne-Liège e Giro Lombardía) e é a última e mais importante carreira da denominada "semana flamenga de ciclismo" (Através de Flandres, E3 Harelbeke, Gante-Gevelgem e Três dias de Bruges–De Panne). Também é a última carreira de pavé belga do calendário UCI WorldTour.
As senhas de identidade de De Ronde são a sua longa quilometragem (260 km) e os seus “muros” de pavé, de grande dureza ao estar empredadas e ter quase sempre fortes rampas, que durante o percurso se alternam com cotas asfaltadas e sectores de pavé planos, ainda que não tão complicados como os da Paris-Roubaix.
Com três triunfos, são seis os ciclistas que possuem o recorde de vitórias na prova: Achiel Buysse (1940. 1941 e 1943), Fiorenzo Magni (1949, 1950 e 1951), Eric Leman (1970, 1972 e 1973), Johan Museeuw (1993, 1995 e 1998), Tom Boonen (2005, 2006 e 2012) e Fabian Cancellara (2010, 2013 e 2014).
O ganhador da ronda obtém 420 pontos para o Salão da Fama do Ciclismo (Cycling Hall of Fame).
Está organizado por Flanders Classics e desde 2004 a carreira conta com uma versão feminina (oficialmente Ronde van Vlaanderen voor vrouwen).

## História
Ao igual que outros grandes eventos do ciclismo, como o Tour de France ou a Paris-Roubaix, o Tour de Flandres surgiu da ideia de promover um diário flamengo desportivo, o Sportwereld.
O diário desportivo Sportwereld nasceu no verão de 1912, pouco depois da primeira vitória de um belga, Odile Defraye, no Tour de France. O jornal, financiado por August De Maeght, tinha como objetivo informar do desporto e promover o uso do neerlandês, idioma reconhecido oficialmente (junto com o francês) na Bélgica poucos anos antes, em 1898.
Leon Van de Haute e Karel Van Wijnendaele, os directores da revista, decidiram rapidamente seguir o exemplo dos diários de desportos estrangeiros estabelecendo uma carreira para consolidar o status do seu título, olhando particularmente a Roubaix como exemplo. Em fevereiro de 1913 deram a conhecer os planos para o Tour de Flandres, anunciando que a primeira edição teria lugar em maio desse mesmo ano.
A rota da inauguração Ronde Van Vlaanderen, com saída e chegada em Gante, estendeu-se a 324 quilómetros, rodeando às províncias de fala holandesa de Flandres Oriental e Flandres Ocidental e passando por todas as cidades principais porque, como escreveu Van Wijnendaele, "todas as cidades flamengas tiveram que contribuir à emancipação dos flamengos".
A primeira edição (25 de março de 1913) de De Ronde caracterizou-se pela sua falta de colinas, peculiaridade pela que é distinguida hoje em dia. Um total de 36 belgas e 1 franceses participaram na inauguração da carreira. O ganhador, Paul Deman, completou o curso em pouco mais de 12 horas.
Na terceira edição, que teve lugar em 1919, poucos meses após o final da Primeira Guerra Mundial, a Ronde ganhou às suas primeiras colinas, em forma das escaladas empredadas de Tiegemberg e Kwaremont. Em 1928, o Kruisberg agregou-se à rota. Estas três colinas, aparte de um aparecimento único do Edalareberg, foram as únicas escaladas no rumo de Ronde até era-a da posguerra.
Em 1938, o diário Het Nieuwsblad comprou Sportwereld. Anos mais tarde, em 1945, um dos diários desportivos rivais, Het Volk, estabeleceu uma carreira homónima de um dia como preparação para De Ronde. Nesse mesmo ano o Sporting Clube Kuurne também fundou uma clássica, a Kuurne-Bruxelas-Kuurne, que inicialmente se levou a cabo em junho mas em 1949 se transladou ao mesmo fim de semana que Het Volk para criar ainda mais aliciente à etapa prévia ao Tour de Flandres.
Em 1950, Van Wijnendaele acrescentou o Muur em Geraardsbergen aos três "colinas" da rota.

### Percurso

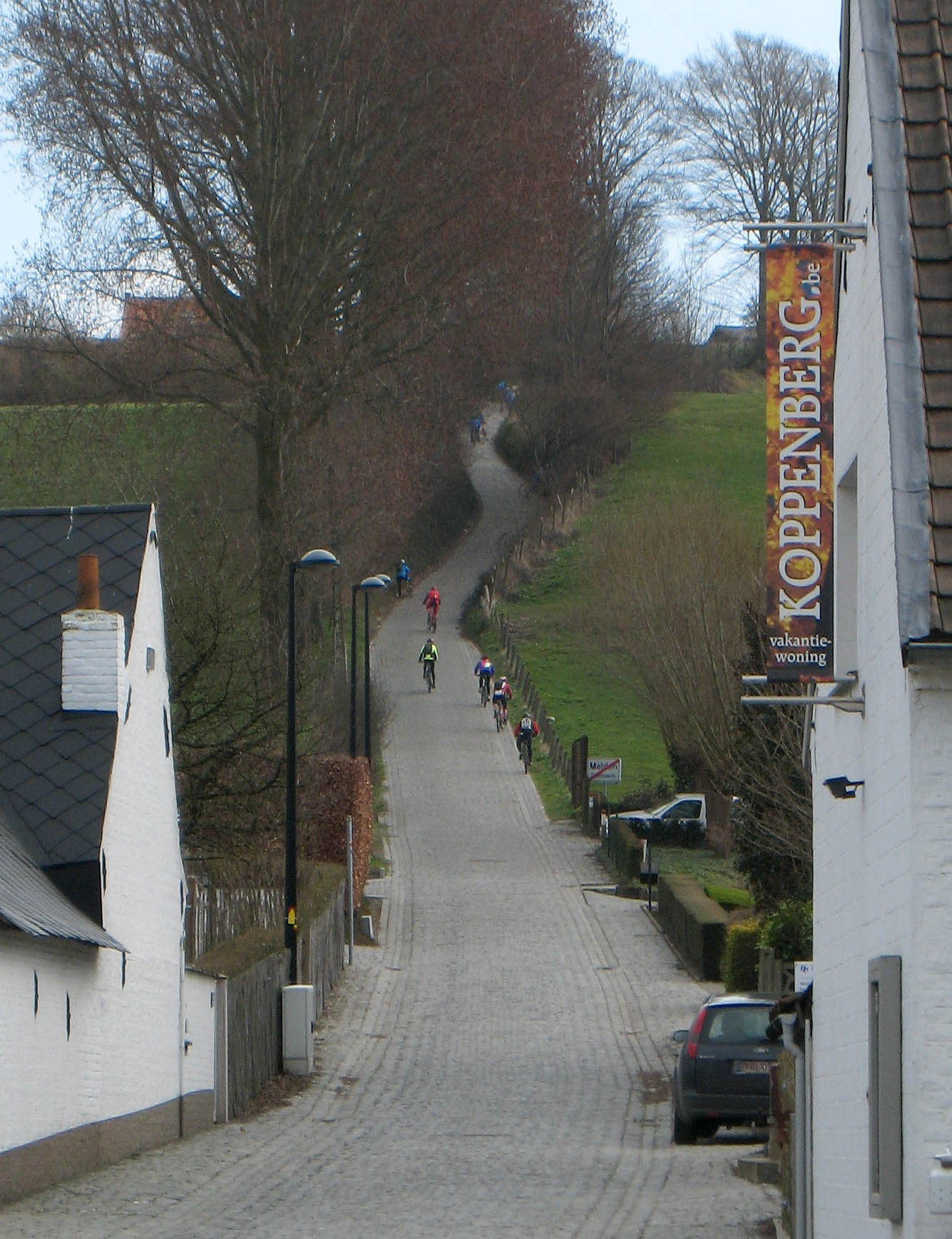
Vista de Koppenberg desde Melden.

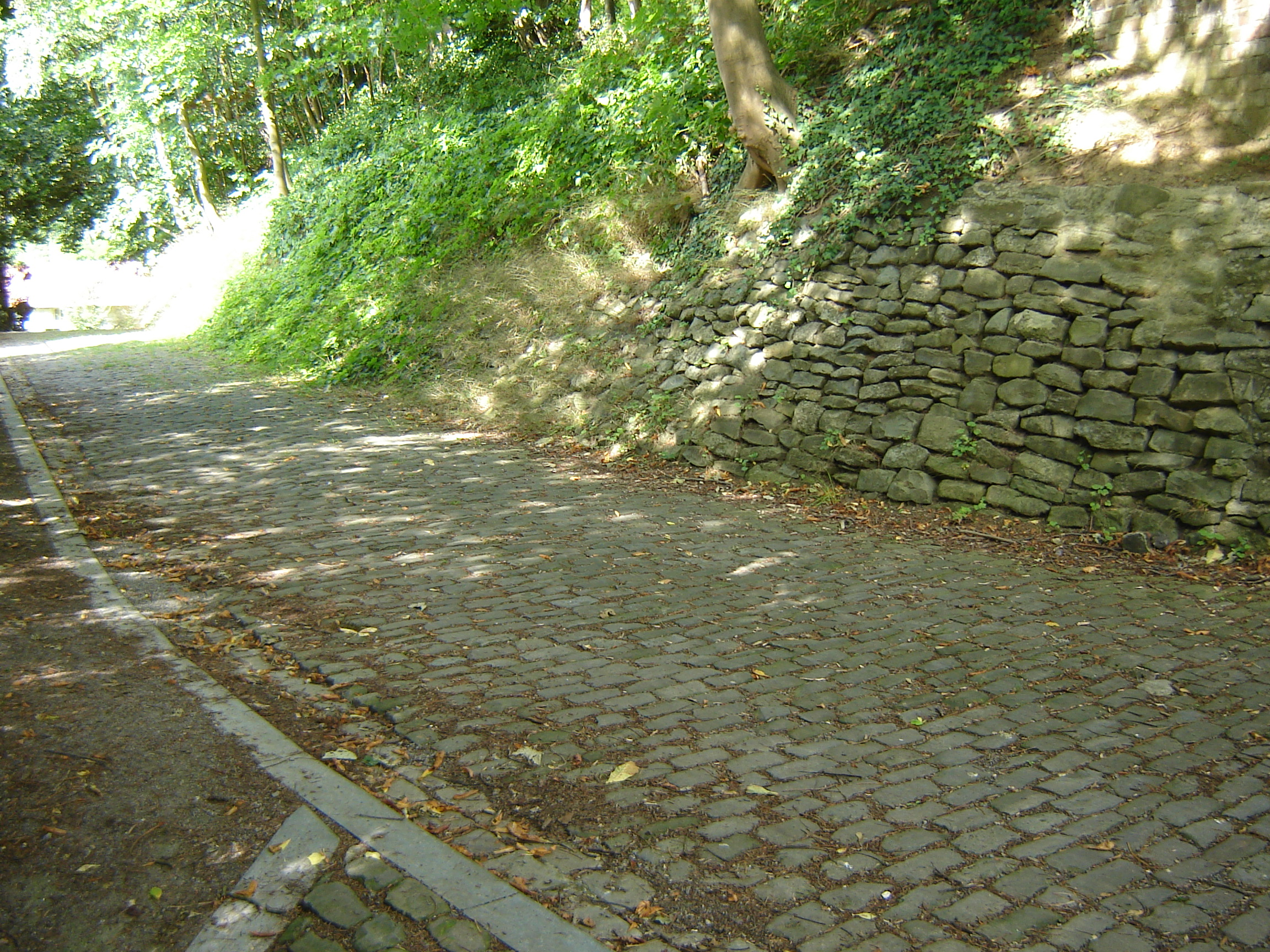
Muur-Kapelmuur, penúltima dificuldade.

As cotas concretas e a chegada têm variado muito ao longo da história da prova profissional masculina, sendo o percurso mais alternado dos monumentos ciclistas junto com o do Giro de Lombardia. De facto, os muros que se sobem nos últimos anos não se estrearam no mínimo até à década dos anos 50 e a maioria a partir da década dos anos 70, como Oude Kwaremont e Koppenberg, subidos pela primeira vez em 1974 e 1976 respectivamente. Quanto à chegada, esteve a se alternar durante bastante tempo entre a cidade de Gante e várias localidades próximas, como Mariakerke (bairro de Gante), Evergem e sobretudo Wetteren, até que em 1973 se estabeleceu em Meerbeke (bairro de Ninove) e desde 2010 no mesmo Ninove. O começo da carreira não tem sofrido tantas variações, com apenas 3 mudanças: Gante como início até ano 1976, Sint-Niklaas de 1977 a 1997 e Bruges desde 1998.
Após várias edições com percursos de características similares, com algumas mudanças no traçado intermediário (como a inclusão ou não do Koppenberg, ou o giro para o interior de 2011) mas mantendo a mesma saída, chegada e Muur-Kapelmuur e Bosberg como cotas finais Tómase de exemplo as cotas ascendidas na edição de 2011:
| Dificuldades do percurso 2011: | Dificuldades do percurso 2011: | Dificuldades do percurso 2011: | Dificuldades do percurso 2011: | Dificuldades do percurso 2011: | Dificuldades do percurso 2011: |
| Número                         | Nome                           | Km                             | Pavimento                      | Comprimento (m)                | Pendente média                 |
| ------------------------------ | ------------------------------ | ------------------------------ | ------------------------------ | ------------------------------ | ------------------------------ |
| 1                              | Kluisberg                      | 99                             | asfalto                        | 1.250                          | 5,3%                           |
| 2                              | Nokereberg                     | 118                            | pavé                           | 375                            | 5,9%                           |
| 3                              | Molenberg                      | 157                            | pavé /asfalto                  | 463                            | 7%                             |
| 4                              | Wolvenberg                     | 167                            | asfalto                        | 645                            | 7,9%                           |
| 5                              | Oude Kwaremont                 | 185                            | pavé /asfalto                  | 2200                           | 4%                             |
| 6                              | Paterberg                      | 189                            | pavé                           | 360                            | 12,9%                          |
| 7                              | Koppenberg                     | 195                            | pavé                           | 600                            | 11,6%                          |
| 8                              | Steenbeekdries                 | 200                            | pavé                           | 700                            | 5,3%                           |
| 9                              | Taaienberg                     | 203                            | pavé                           | 530                            | 6,6%                           |
| 10                             | Berg Ter Stene                 | 213                            | asfalto                        | 1.300                          | 5%                             |
| 11                             | Leberg                         | 216                            | asfalto                        | 950                            | 4,2%                           |
| 12                             | Berendries                     | 222                            | asfalto                        | 940                            | 7%                             |
| 13                             | Valkenberg                     | 227                            | asfalto                        | 540                            | 8,1%                           |
| 14                             | Tenbosse                       | 233                            | asfalto                        | 455                            | 6,4%                           |
| 15                             | Eikenmolen                     | 239                            | asfalto                        | 610                            | 5,9%                           |
| 16                             | Muur-Kapelmuur                 | 249                            | pavé                           | 475                            | 9,3%                           |
| 17                             | Bosberg                        | 252                            | pavé/asfalto                   | 980                            | 5,8%                           |

Em setembro de 2011 fez-se público que o Volta à Flandres de 2012 não terminaria em Meerbeke (Ninove), final da prova desde 1973, mas que acabaria em Oudenaarde, com o efeito colateral da exclusão do Muur-Kapelmuur e do Bosberg, as duas subidas prévias à meta em Ninove, passando a ser as últimas cotas Kwaremont e Paterberg, as quais se enfrentaram em 3 ocasiões durante os 80 km finais ao realizar vários voltas ao sul da localidade de Oudenaarde. Tómase de exemplo as cotas ascendidas na edição do 2012:
| Dificuldades do percurso 2012: | Dificuldades do percurso 2012: | Dificuldades do percurso 2012: | Dificuldades do percurso 2012: | Dificuldades do percurso 2012: | Dificuldades do percurso 2012: |
| Número                         | Nome                           | Km                             | Tipo                           | Comprimento (m)                | Pendente média                 |
| ------------------------------ | ------------------------------ | ------------------------------ | ------------------------------ | ------------------------------ | ------------------------------ |
| 1                              | Taaienberg                     | 119,3                          | pavé                           | 530                            | 6,6%                           |
| 2                              | Eikenberg                      | 115,7                          | pavé/asfalto                   | 350                            | 5,7%                           |
| 3                              | Molenberg                      | 131,3                          | pavé/asfalto                   | 463                            | 7%                             |
| 4                              | Rekelberg                      | 145,7                          | asfalto                        | 800                            | 4%                             |
| 5                              | Berendries                     | 149                            | asfalto                        | 940                            | 7%                             |
| 6                              | Valkenberg                     | 156,8                          | asfalto                        | 540                            | 8,1%                           |
| 7                              | Oude-Kwaremont                 | 179,5                          | pavé/asfalto                   | 2.200                          | 4%                             |
| 8                              | Paterberg                      | 183                            | pavé                           | 360                            | 12,9%                          |
| 9                              | Koppenberg                     | 189,6                          | pavé                           | 600                            | 11,6%                          |
| 10                             | Steenbeekdries                 | 194,9                          | asfalto                        | 700                            | 5,3%                           |
| 11                             | Kruisberg/Hotond               | 210,1                          | asfalto                        | 2.500                          | 5%                             |
| 12                             | Oude-Kwaremont                 | 220                            | pavé/asfalto                   | 2.200                          | 4%                             |
| 13                             | Paterberg                      | 223,4                          | pavé                           | 360                            | 12,9%                          |
| 14                             | Hoogberg/Hotond                | 230,4                          | asfalto                        | 3.000                          | 3,5%                           |
| 15                             | Oude-Kwaremont                 | 240,2                          | pavé                           | 2.200                          | 4%                             |
| 16                             | Paterberg                      | 243,6                          | pavé                           | 360                            | 12,9%                          |

Desde 2012, tem ido sofrendo pequenas mudanças durante todos os anos. Em 2017, o Kapelmuur regressaria ao percurso, ainda que longe da meta.

## Palmarés
| Ano                                                        | Vencedor             | Segundo                | Terceiro                   |
| ---------------------------------------------------------- | -------------------- | ---------------------- | -------------------------- |
| 1913                                                       | Paul Deman           | Joseph Van Daele       | Victor Doms                |
| 1914                                                       | Marcel Buysse        | Henri Van Lerberghe    | Pierre Van De Velde        |
| 1915-1918 edições suspendidas pela Primeira Guerra Mundial |                      |                        |                            |
| 1919                                                       | Henri Van Lerberghe  | Léon Buysse            | Jules Van Hevel            |
| 1920                                                       | Jules Van Hevel      | Albert Dejonghe        | Alfons Van Hecke           |
| 1921                                                       | René Vermandel       | Jules Van Hevel        | Louis Budts                |
| 1922                                                       | Léon Devos           | Jean Brunier           | Francis Pélissier          |
| 1923                                                       | Henri Suter          | Charles Deruyter       | Albert Dejonghe            |
| 1924                                                       | Gérard Debaets       | René Vermandel         | Félix Sellier              |
| 1925                                                       | Julien Delbecque     | Joseph Pe              | Hector Martin              |
| 1926                                                       | Denis Verschueren    | Gustaaf Van Slembrouck | Raymond De Corte           |
| 1927                                                       | Gérard Debaets       | Gustaaf Van Slembrouck | Maurice De Waele           |
| 1928                                                       | Jan Mertens          | August Mortelmans      | Louis Delannoy             |
| 1929                                                       | Joseph Dervaes       | George Ronsse          | Alfred Hamerlinck          |
| 1930                                                       | Frans Bonduel        | Aimé Dossche           | Émile Joly                 |
| 1931                                                       | Romain Gijssels      | Cesar Bogaert          | Jean Aerts                 |
| 1932                                                       | Romain Gijssels      | Alfons Deloor          | Alfred Hamerlinck          |
| 1933                                                       | Alphonse Schepers    | Léon Tommies           | Romain Gijssels            |
| 1934                                                       | Gaston Rebry         | Alphonse Schepers      | Félicien Vervaecke         |
| 1935                                                       | Louis Duerloo        | Éloi Meulenberg        | Corneille Leemans          |
| 1936                                                       | Louis Hardiquest     | Edgard De Caluwé       | François Neuville          |
| 1937                                                       | Michel d'Hooghe      | Hubert Deltour         | Louis Hardiquest           |
| 1938                                                       | Edgard De Caluwé     | Sylvère Maes           | Marcel Kint                |
| 1939                                                       | Karel Kaers          | Romain Maes            | Edward Vissers             |
| 1940                                                       | Achiel Buysse        | Georges Christiaens    | Albéric Schotte            |
| 1941                                                       | Achiel Buysse        | Gustave Van Overloop   | Odiel Van Den Meersschaut  |
| 1942                                                       | Albéric Schotte      | Georges Claes          | Robert Van Eenaeme         |
| 1943                                                       | Achiel Buysse        | Albert Sercu           | Camille Beeckman           |
| 1944                                                       | Rik Van Steenbergen  | Albéric Schotte        | Joseph Moerenhout          |
| 1945                                                       | Sylvain Grysolle     | Albert Sercu           | Joseph Moerenhout          |
| 1946                                                       | Rik Van Steenbergen  | Louis Thiétard         | Albéric Schotte            |
| 1947                                                       | Emiel Faingnaert     | Roger Desmet           | Rik Renders                |
| 1948                                                       | Albéric Schotte      | Albert Ramon           | Marcel Rijckaert           |
| 1949                                                       | Fiorenzo Magni       | Valère Ollivier        | Albéric Schotte            |
| 1950                                                       | Fiorenzo Magni       | Albéric Schotte        | Louis Caput                |
| 1951                                                       | Fiorenzo Magni       | Bernard Gauthier       | Attilio Redolfi            |
| 1952                                                       | Roger Decock         | Loretto Petrucci       | Albéric Schotte            |
| 1953                                                       | Wim van Est          | Désiré Keteleer        | Bernard Gauthier           |
| 1954                                                       | Raymond Impanis      | François Mahé          | Alfons Van den Brande      |
| 1955                                                       | Louison Bobet        | Hugo Koblet            | Rik Van Steenbergen        |
| 1956                                                       | Jean Forestier       | Stan Ockers            | Leon Vandaele              |
| 1957                                                       | Fred De Bruyne       | Jef Planckaert         | Norbert Kerckhove          |
| 1958                                                       | Germain Derycke      | Willy Truye            | Angelo Conterno            |
| 1959                                                       | Rik Van Looy         | Frans Schoubben        | Gilbert Desmet             |
| 1960                                                       | Arthur Decabooter    | Jean Graczyk           | Rik Van Looy               |
| 1961                                                       | Tom Simpson          | Nino Defilippis        | Jo de Haan                 |
| 1962                                                       | Rik Van Looy         | Michel Van Aerde       | Norbert Kerckhove          |
| 1963                                                       | Noël Foré            | Frans Melckenbeeck     | Tom Simpson                |
| 1964                                                       | Rudi Altig           | Benoni Beheyt          | Jo de Roo                  |
| 1965                                                       | Jo de Roo            | Edward Sels            | Georges Van Coningsloo     |
| 1966                                                       | Edward Sels          | Adriano Durante        | Georges Vandenberghe       |
| 1967                                                       | Dino Zandegù         | Noël Foré              | Eddy Merckx                |
| 1968                                                       | Walter Godefroot     | Rudi Altig             | Jan Janssen                |
| 1969                                                       | Eddy Merckx          | Felice Gimondi         | Marino Basso               |
| 1970                                                       | Eric Leman           | Walter Godefroot       | Eddy Merckx                |
| 1971                                                       | Evert Dolman         | Frans Kerremans        | Cyrille Guimard            |
| 1972                                                       | Eric Leman           | André Dierickx         | Frans Verbeeck             |
| 1973                                                       | Eric Leman           | Freddy Maertens        | Eddy Merckx                |
| 1974                                                       | Cees Bal             | Frans Verbeeck         | Eddy Merckx                |
| 1975                                                       | Eddy Merckx          | Frans Verbeeck         | Marc Demeyer               |
| 1976                                                       | Walter Planckaert    | Francesco Moser        | Marc Demeyer               |
| 1977                                                       | Roger De Vlaeminck   | Walter Godefroot       | Jan Raas                   |
| 1978                                                       | Walter Godefroot     | Michel Pollentier      | Gregor Braun               |
| 1979                                                       | Jan Raas             | Marc Demeyer           | Daniel Willems             |
| 1980                                                       | Michel Pollentier    | Francesco Moser        | Jan Raas                   |
| 1981                                                       | Hennie Kuiper        | Frits Pirard           | Jan Raas                   |
| 1982                                                       | René Martens         | Eddy Planckaert        | Rudy Pevenage              |
| 1983                                                       | Jan Raas             | Ludo Peeters           | Marc Sergeant              |
| 1984                                                       | Johan Lammerts       | Sean Kelly             | Jean-Luc Vandenbroucke     |
| 1985                                                       | Eric Vanderaerden    | Phil Anderson          | Hennie Kuiper              |
| 1986                                                       | Adri van der Poel    | Sean Kelly             | Jean-Philippe Vandenbrande |
| 1987                                                       | Claude Criquielion   | Sean Kelly             | Eric Vanderaerden          |
| 1988                                                       | Eddy Planckaert      | Phil Anderson          | Adri van der Poel          |
| 1989                                                       | Edwig Van Hooydonck  | Herman Frison          | Dag Otto Lauritzen         |
| 1990                                                       | Moreno Argentin      | Rudy Dhaenens          | John Talen                 |
| 1991                                                       | Edwig Van Hooydonck  | Johan Museeuw          | Rolf Sørensen              |
| 1992                                                       | Jacky Durand         | Thomas Wegmüller       | Edwig Van Hooydonck        |
| 1993                                                       | Johan Museeuw        | Frans Maassen          | Dario Bottaro              |
| 1994                                                       | Gianni Bugno         | Johan Museeuw          | Andrei Tchmil              |
| 1995                                                       | Johan Museeuw        | Fabio Baldato          | Andrei Tchmil              |
| 1996                                                       | Michele Bartoli      | Fabio Baldato          | Johan Museeuw              |
| 1997                                                       | Rolf Sørensen        | Frédéric Moncassin     | Franco Ballerini           |
| 1998                                                       | Johan Museeuw        | Stefano Zanini         | Andrei Tchmil              |
| 1999                                                       | Peter Van Petegem    | Frank Vandenbroucke    | Johan Museeuw              |
| 2000                                                       | Andrei Tchmil        | Dario Pieri            | Romāns Vainšteins          |
| 2001                                                       | Gianluca Bortolami   | Erik Dekker            | Denis Zanette              |
| 2002                                                       | Andrea Tafi          | Johan Museeuw          | Peter Van Petegem          |
| 2003                                                       | Peter Van Petegem    | Frank Vandenbroucke    | Stuart O'Grady             |
| 2004                                                       | Steffen Wesemann     | Leif Hoste             | Dave Bruylandts            |
| 2005                                                       | Tom Boonen           | Andreas Klier          | Peter Van Petegem          |
| 2006                                                       | Tom Boonen           | Leif Hoste             | George Hincapie            |
| 2007                                                       | Alessandro Ballan    | Leif Hoste             | Luca Paolini               |
| 2008                                                       | Stijn Devolder       | Nick Nuyens            | Juan Antonio Flecha        |
| 2009                                                       | Stijn Devolder       | Heinrich Haussler      | Philippe Gilbert           |
| 2010                                                       | Fabian Cancellara    | Tom Boonen             | Philippe Gilbert           |
| 2011                                                       | Nick Nuyens          | Sylvain Chavanel       | Fabian Cancellara          |
| 2012                                                       | Tom Boonen           | Filippo Pozzato        | Alessandro Ballan          |
| 2013                                                       | Fabian Cancellara    | Peter Sagan            | Jürgen Roelandts           |
| 2014                                                       | Fabian Cancellara    | Greg Van Avermaet      | Sep Vanmarcke              |
| 2015                                                       | Alexander Kristoff   | Niki Terpstra          | Greg Van Avermaet          |
| 2016                                                       | Peter Sagan          | Fabian Cancellara      | Sep Vanmarcke              |
| 2017                                                       | Philippe Gilbert     | Greg Van Avermaet      | Niki Terpstra              |
| 2018                                                       | Niki Terpstra        | Mads Pedersen          | Philippe Gilbert           |
| 2019                                                       | Alberto Bettiol      | Kasper Asgreen         | Alexander Kristoff         |
| 2020                                                       | Mathieu van der Poel | Wout van Aert          | Alexander Kristoff         |
| 2021                                                       | Kasper Asgreen       | Mathieu van der Poel   | Greg Van Avermaet          |
| 2022                                                       | Mathieu van der Poel | Dylan van Baarle       | Valentin Madouas           |
| 2023                                                       | Tadej Pogačar        | Mathieu van der Poel   | Mads Pedersen              |
| 2024                                                       | Mathieu van der Poel | Luca Mozzato           | Nils Politt                |
| 2025                                                       | Tadej Pogačar        | Mads Pedersen          | Mathieu van der Poel       |

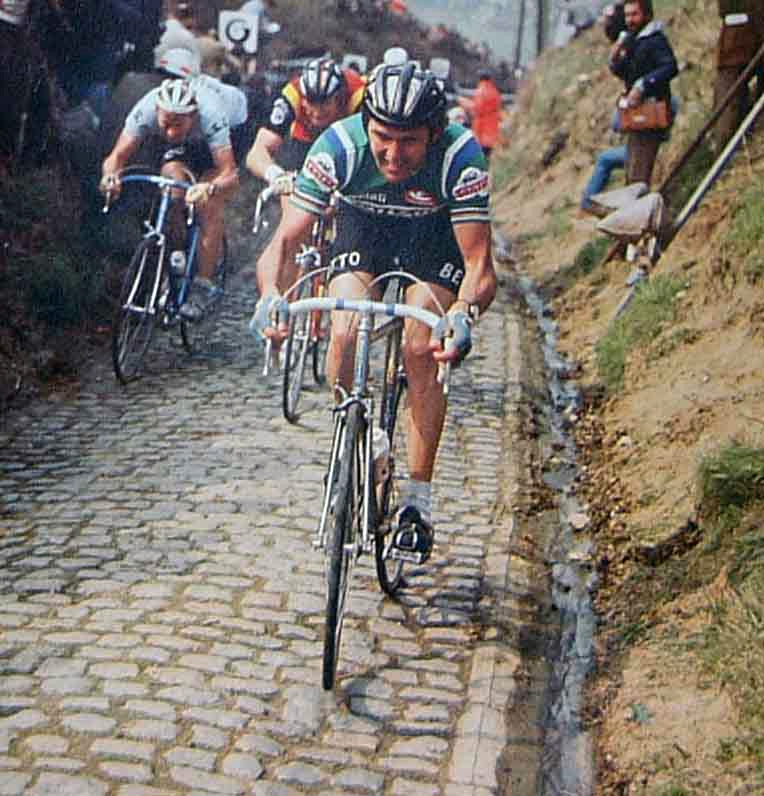
Roger De Vlaeminck, ganhador da edição de 1977, ascendendo o Koppenberg

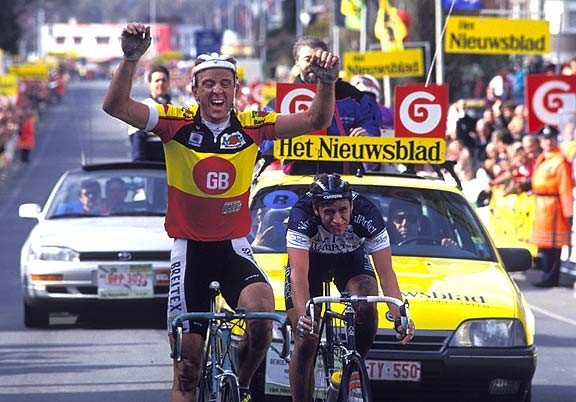
Johan Museeuw levantando o braço em 1993

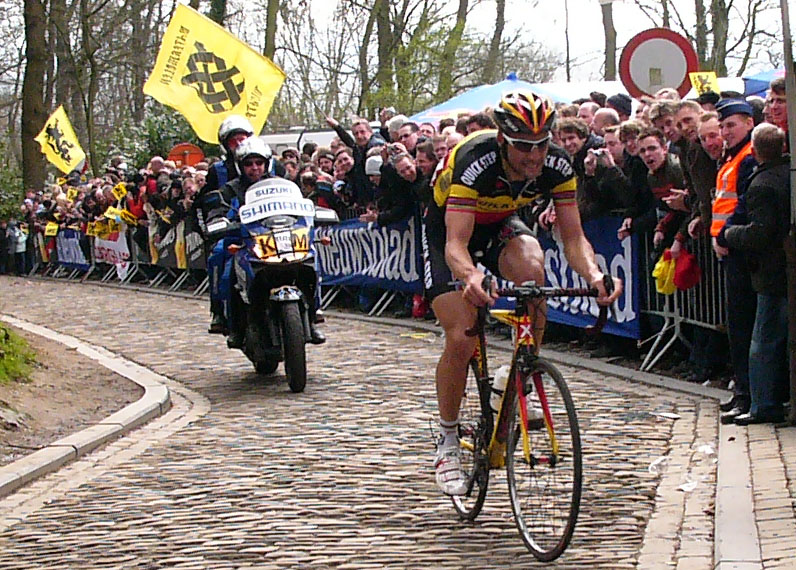
Tom Boonen subindo o Muur na edição de 2010

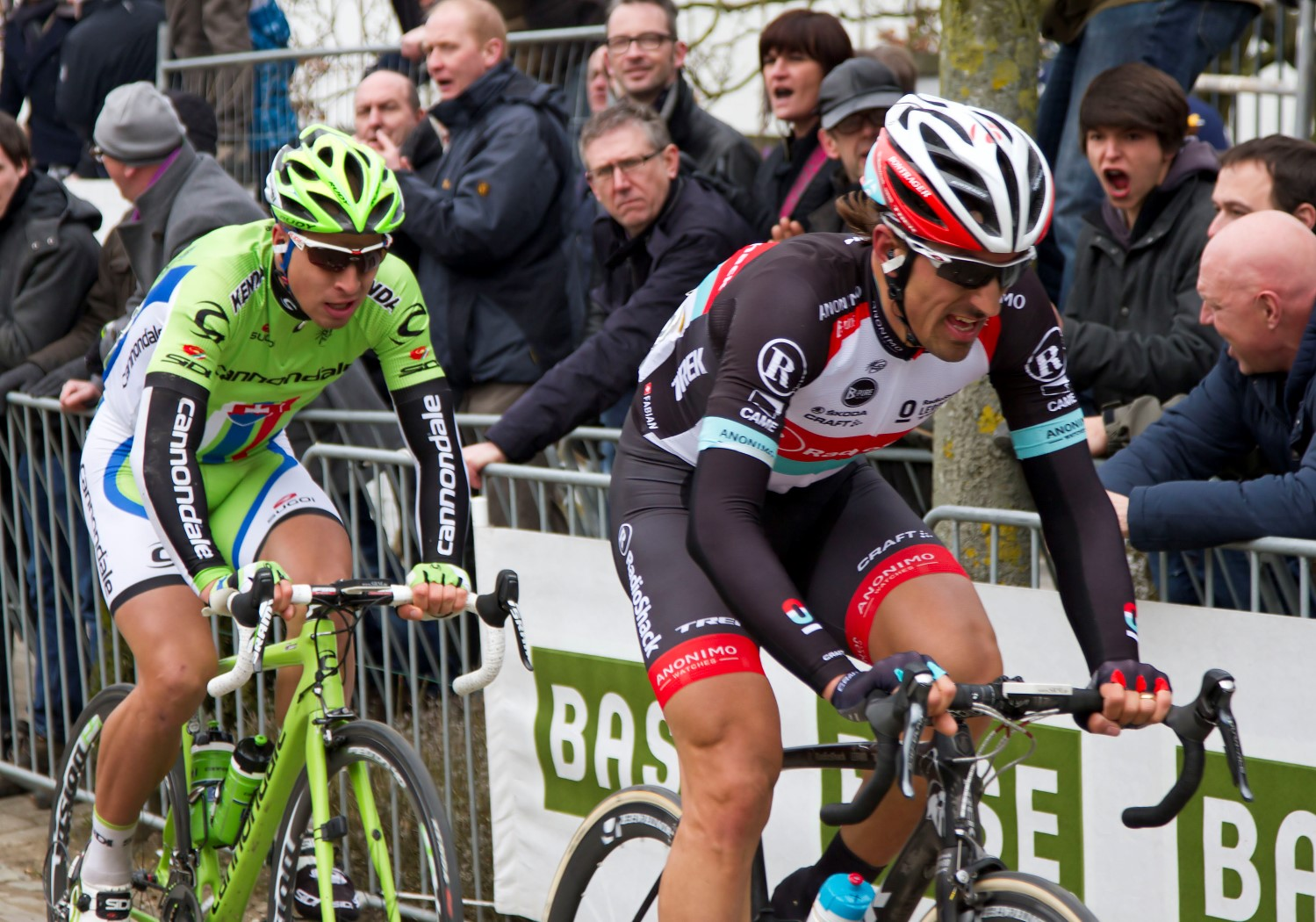
Peter Sagan e Fabian Cancellara durante a edição de 2013

Nota: A terceira posição obtida por George Hincapie no Volta à Flandres de 2006, foi declarada deserta depois da suspensão dada pela UCI ao ciclista no marco do caso de dopagem contra Lance Armstrong

## Estatísticas

### Mais vitórias
Após a edição de 2025.
| Ciclista             | Vitórias | Anos             |
| -------------------- | -------- | ---------------- |
| Achiel Buysse        | 3        | 1940, 1941, 1943 |
| Fiorenzo Magni       | 3        | 1949, 1950, 1951 |
| Eric Leman           | 3        | 1970, 1972, 1973 |
| Johan Museeuw        | 3        | 1993, 1995, 1998 |
| Tom Boonen           | 3        | 2005, 2006, 2012 |
| Fabian Cancellara    | 3        | 2010, 2013, 2014 |
| Mathieu van der Poel | 3        | 2020, 2022, 2024 |
| Romain Gijssels      | 2        | 1931, 1932       |
| Rik Van Steenbergen  | 2        | 1944, 1946       |
| Briek Schotte        | 2        | 1942, 1948       |
| Rik Van Looy         | 2        | 1959, 1962       |
| Eddy Merckx          | 2        | 1969, 1975       |
| Walter Godefroot     | 2        | 1968, 1978       |
| Jan Raas             | 2        | 1979, 1983       |
| Edwig Van Hooydonck  | 2        | 1989, 1991       |
| Peter Van Petegem    | 2        | 1999, 2003       |
| Stijn Devolder       | 2        | 2008, 2009       |
| Tadej Pogačar        | 2        | 2023, 2025       |

### Vitórias consecutivas
- Três vitórias seguidas:
  -  Fiorenzo Magni (1949, 1950, 1951)

- Duas vitórias seguidas:
  -  Romain Gijssels (1931, 1932)
  -  Achiel Buysse (1940, 1941)
  -  Eric Leman (1972, 1973)
  -  Tom Boonen (2005, 2006)
  -  Stijn Devolder (2008, 2009)
  -  Fabian Cancellara (2013, 2014)

### Mais pódios
Johan Museeuw, apelidado o Leão de Flandres, e Alberic Schotte são os ciclistas com mais pódios na carreira.
Após a edição de 2025.
| Ciclista             | Vitórias | 2.º lugar | 3.º lugar | Total |
| -------------------- | -------- | --------- | --------- | ----- |
| Johan Museeuw        | 3        | 3         | 2         | 8     |
| Alberic Schotte      | 2        | 2         | 4         | 8     |
| Eddy Merckx          | 2        | -         | 4         | 6     |
| Mathieu van der Poel | 3        | 3         | -         | 6     |
| Fabian Cancellara    | 3        | 1         | 1         | 5     |
| Jan Raas             | 2        | -         | 3         | 5     |
| Tom Boonen           | 3        | 1         | -         | 4     |
| Walter Godefroot     | 2        | 2         | -         | 4     |
| Peter Van Petegem    | 2        | -         | 2         | 4     |
| Andrei Tchmil        | 1        | -         | 3         | 4     |
| Philippe Gilbert     | 1        | -         | 3         | 4     |
| Greg Van Avermaet    | -        | 2         | 2         | 4     |

### Outros dados
- A edição mais longa disputou-se em 1913: 324 km
- A edição mais lenta disputou-se em 1923: 26,233 km/h  Henri Suter.[12]
- A edição mais rápida teve lugar em 2001: 43,580 km/h  Gianluca Bortolami.[12]
- Corredor mais jovem a ganhar: Rik Van Steenbergen em 1944 (19 anos, 6 meses e 23 dias).[13]
- Corredor de mais idade a ganhar: Andrei Tchmil em 2000 (37 anos, 2 meses e 11 dias).[13]
- O recorde de participações é de George Hincapie. Terminou a carreira 17 vezes.
- Vigentes campeões do mundo ganhadores do Tour de Flandres: Louison Bobet (1955), Rik Van Looy (1962), Eddy Merckx (1975), Tom Boonen (2006) e Peter Sagan (2016).[14]

### Vitórias por países
Após a edição de 2025.
| País          | Vitórias | Último vencedor              |
| ------------- | -------- | ---------------------------- |
| Bélgica       | 69       | Philippe Gilbert em 2017     |
| Países Baixos | 13       | Mathieu van der Poel em 2024 |
| Itália        | 11       | Alberto Bettiol em 2019      |
| Suíça         | 4        | Fabian Cancellara em 2014    |
| França        | 3        | Jacky Durand em 1992         |
| Alemanha      | 2        | Steffen Wesemann em 2004     |
| Dinamarca     | 2        | Kasper Asgreen em 2021       |
| Eslovênia     | 2        | Tadej Pogačar em 2025        |
| Reino Unido   | 1        | Tom Simpson em 1961          |
| Noruega       | 1        | Alexander Kristoff em 2015   |
| Eslováquia    | 1        | Peter Sagan em 2016          |

## Tour de Flandres sub-23
Desde 1996 disputa-se também o Tour de Flandres sub-23 (oficialmente e em neerlandês: Ronde van Vlaanderen Beloften) que é um Tour de Flandres limitado a corredores sub-23, uma semana após as suas homónimas sem limitação de idade.
As suas primeiras edições foram amador até à criação dos Circuitos Continentais da UCI em 2005 quando começou a fazer parte do UCI Europe Tour, os dois primeiros anos na categoria 1.2 (última categoria do profissionalismo), depois na categoria específica criada em 2007 para corredores sub-23, dentro da última categoria do profissionalismo: 2.1U; e desde 2008 na categoria criada em 2007, também dentro da última categoria do profissionalismo: 2.ncup (Copa das Nações UCI).
Tem entre 160 e 175 km em seu traçado, uns 100 km menos que a sua homónima sem limitação de idade ainda que com similares características.